# Dan Sallitt
Dan Sallitt (nacido el 27 de julio de 1955) es un cineasta y crítico de cine estadounidense. Es conocido por su cine de micropresupuesto y su crítica de cine cinéfilo.

## Primeros años y carrera
Sallitt nació el 27 de julio de 1955 en Wilkes-Barre, Pensilvania. Recibió una Licenciatura en Artes en Matemáticas del Harvard College en 1976 y una Maestría en Bellas Artes en Guion de la Universidad de California, Los Ángeles en 1979.
Sallitt reside en la ciudad de Nueva York, donde trabaja como redactor técnico para la Oficina de Tecnología e Innovación de la ciudad de Nueva York.

### Crítica de cine
Sallitt se mudó a Los Ángeles en 1976, donde se desempeñó como crítico de cine de primera fila para Los Angeles Reader de 1983 a 1985. Ha escrito críticas de cine para medios como Slate, Chicago Reader, MUBI, Masters of Cinema y The Village Voice. Mantiene un blog de cine llamado Thanks for the Use of the Hall.
Cuando Sight & Sound publicó su lista de las mejores películas de todos los tiempos en 2012, se le pidió a Sallitt que enviara una lista de sus diez mejores películas. Sus selecciones consistieron en Angel, Daisy Kenyon, Diario de un cura rural, El maquinista de La General, La mamá y la puta, Marruecos, Notorious, Río Bravo, Ruggles of Red Gap y The Searchers.

### Cine
En 1986, Sallitt escribió y dirigió su primer largometraje, Polly Perverse Strikes Again, que financió únicamente con su trabajo como crítico de cine. Se mudó a la ciudad de Nueva York en 1992. Allí escribió y dirigió Honeymoon (1998), seguida de All the Ships at Sea (2004).
Estrenó The Unspeakable Act en 2012. Se presentó en varios festivales de cine internacionales importantes, incluidos Róterdam, Viennale, Karlovy Vary, Edimburgo, Melbourne y BAMCinemaFest. La película ganó el premio Independent Visions Competition en el Festival de Cine de Sarasota, y fue adquirida para su distribución en EE. UU. por The Cinema Guild. La película apareció en las listas de los diez primeros de fin de año de Amy Taubin, Jonathan Rosenbaum, Adrian Martin e Ignatiy Vishnevetsky y se incluyó en el epílogo de la edición coreana de Essential Cinema: On the Necessity of Film Canons de Rosenbaum.
Su quinto largometraje, Fourteen, se estrenó en 2019 en el 69.° Festival Internacional de Cine de Berlín, y Grasshopper Film lo eligió para su distribución en EE. UU.

### Retrospectivas y reconocimiento
En 2013, Anthology Film Archives organizó una retrospectiva de su trabajo junto con el estreno en cines de The Unspeakable Act. En Film Comment, Jonathan Robbins señaló que el trabajo de Sallitt estaba "arraigado en las películas de Robert Bresson, Eric Rohmer, Jean Eustache, John Cassavetes y Maurice Pialat ". Más tarde ese mismo año, se llevaron a cabo retrospectivas adicionales de Sallitt en el Festival de Cine Cineuropa en Santiago de Compostela, España y en la Cinemateca CGAI en La Coruña, España.
En 2014, George Eastman House en Rochester, Nueva York, realizó una retrospectiva llamada "Three Weekends with Dan Sallitt". En 2019, Filmadrid acogió una retrospectiva de la obra de Sallitt.

## Filmografía
| Año  | Película                      | Notas               |
| ---- | ----------------------------- | ------------------- |
| 1986 | Polly Perverse Strikes Again! | Debut como director |
| 1998 | Honeymoon                     |                     |
| 2004 | All the Ships at Sea          |                     |
| 2012 | The Unspeakable Act           |                     |
| 2019 | Fourteen                      |                     |
| 2019 | Caterina                      | Cortometraje        |